# Riddarfjärden
För fartyget, se M/S Riddarfjärden.

Riddarfjärden är den östligaste fjärden av Mälaren. Riddarfjärden ligger helt inom Stockholms innerstad, mellan stadsdelarna Marieberg, Kungsholmen, Norrmalm, Riddarholmen och Gamla stan i norr samt Södermalm och Långholmen i söder. Västerbron är den västliga gränsen medan Vasabron är östlig gräns. Landskapsgränsen mellan Uppland och Södermanland går igenom Västerbrons mittspann till Karl Johansslussen.
| Vänster bild: Vy över Riddarfjärden mot öst från Västerbron. Till vänster ligger Kungsholmen, rakt fram syns Stockholms stadshus och till höger därom Riddarholmen. I förgrunden stävar ångfartyget M/S Gustafsberg VII in mot Stadshuskajen. Höger bild: Vy mot väst från Centralbron med fritidsbåtar som just lämnade Karl Johansslussen. Längst till höger syns Stockholms stadshus och i bakgrunden skymtar Västerbron. |  | Vänster bild: Vy över Riddarfjärden mot öst från Västerbron. Till vänster ligger Kungsholmen, rakt fram syns Stockholms stadshus och till höger därom Riddarholmen. I förgrunden stävar ångfartyget M/S Gustafsberg VII in mot Stadshuskajen. Höger bild: Vy mot väst från Centralbron med fritidsbåtar som just lämnade Karl Johansslussen. Längst till höger syns Stockholms stadshus och i bakgrunden skymtar Västerbron. |
| Vänster bild: Vy över Riddarfjärden mot öst från Västerbron. Till vänster ligger Kungsholmen, rakt fram syns Stockholms stadshus och till höger därom Riddarholmen. I förgrunden stävar ångfartyget M/S Gustafsberg VII in mot Stadshuskajen. Höger bild: Vy mot väst från Centralbron med fritidsbåtar som just lämnade Karl Johansslussen. Längst till höger syns Stockholms stadshus och i bakgrunden skymtar Västerbron. |  | |

Riddarfjärden är 2 700 meter lång i öst–västlig riktning och som minst 400 meter bred. Medeldjupet är 15–20 meter, det största djupet är 23 meter, intill Centralbron. Strandlinjen är 6 400 meter. Riddarfjärden rinner ut i Norrström och Söderström mot Saltsjön och Östersjön. Öster om Kungsholmen ansluter Klara sjö, öster om Riddarholmen ligger Riddarholmskanalen och söder om Långholmen finns Pålsundet. 
Vattnet är så pass rent att man kan bada i det; på Långholmen finns Långholmsbadet och mittemot vid Smedsudden ligger Smedsuddsbadet. I början av 1900-talet startades Strömsimningen (en föregångare till dagens Riddarfjärdssimningen) som arrangerades fram till 1927 då tävlingen nedlades på grund av otjänligt vatten. Först 1976 återupptogs Riddarfjärdssimningen mellan Stadshuset och Smedsudden, tävlingen ställdes dock tillfälligt in 2002 på grund av den dåliga vattenkvalitén beroende på avloppsproblem i en pumpstation.
Denna numer rena fjärd var en gång i tiden en av Stockholms kloaker och soptippar och kallades då Lortfjärden och Guldfjärden. Hushållens exkrementer kördes ut på isen vintertid. Den låg sen flytande långa tider glänsande och flytande på vattenytan. Namnet förekommer redan i Karl XI:s almanacksanteckningar från 1689. Guldfjärden gav även namn till gatan Guldgränd och kvarteren Guldfjärden Större och Guldfjärden Mindre på Södermalm. 

## Historiska bilder

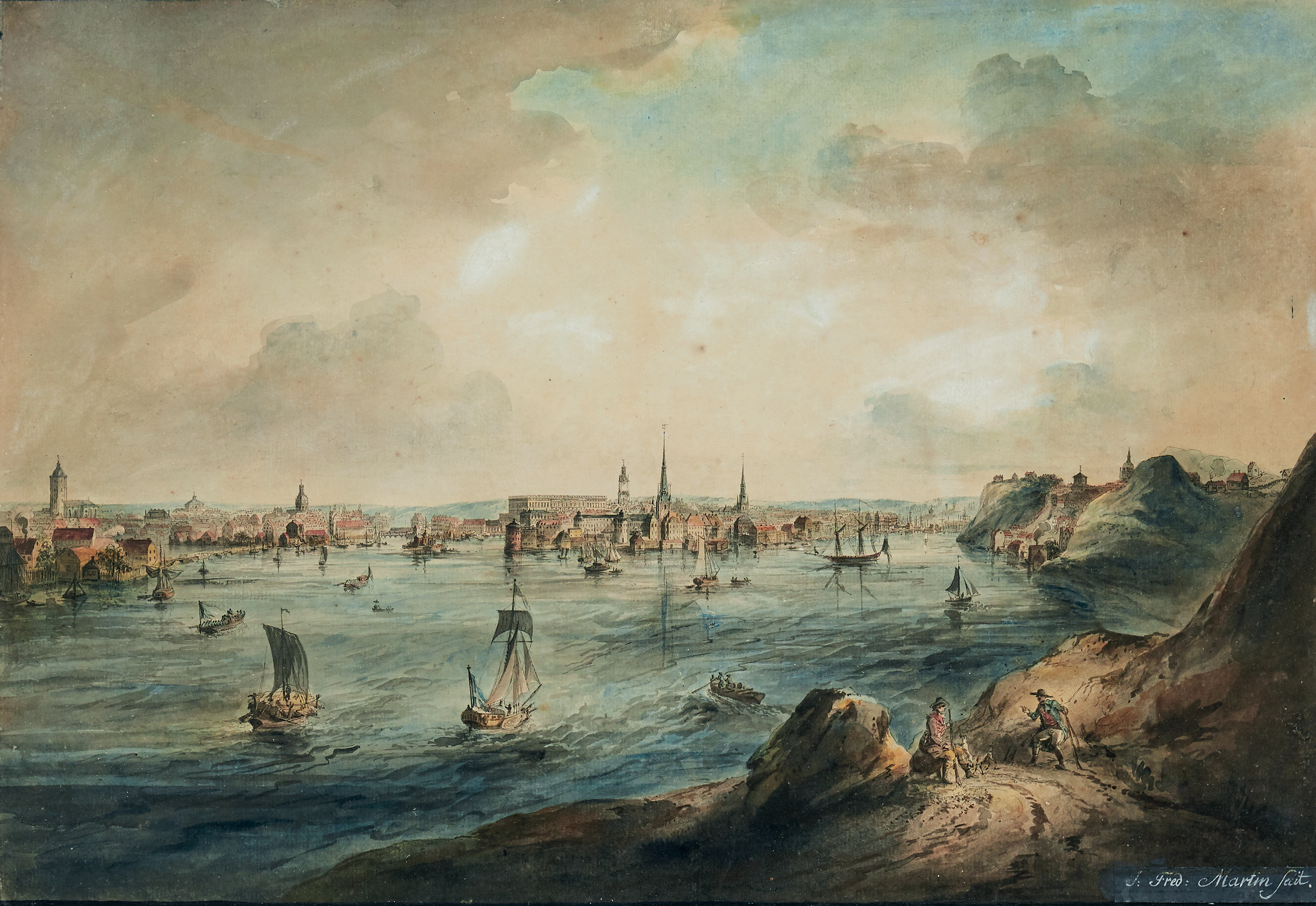
Riddarfjärden med Riddarholmen i fonden, 1780-talet. Målning av Johan Fredrik Martin.
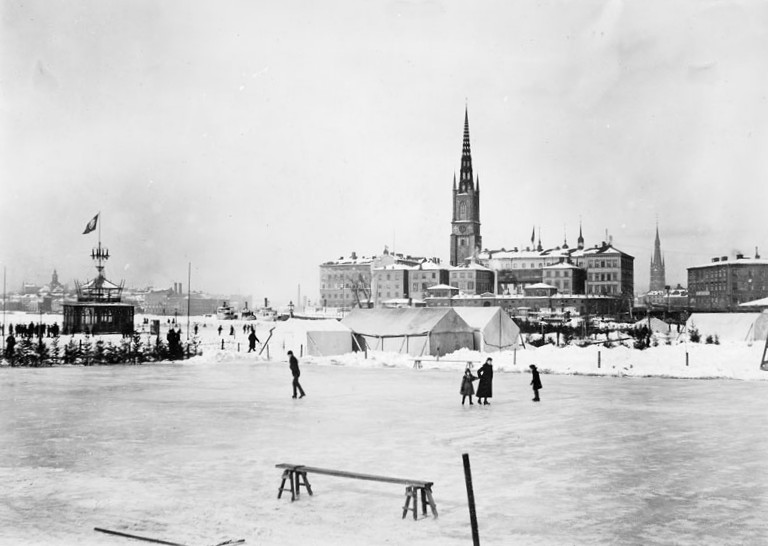
Riddarfjärdens skridskobana sedd mot Riddarholmen 1897
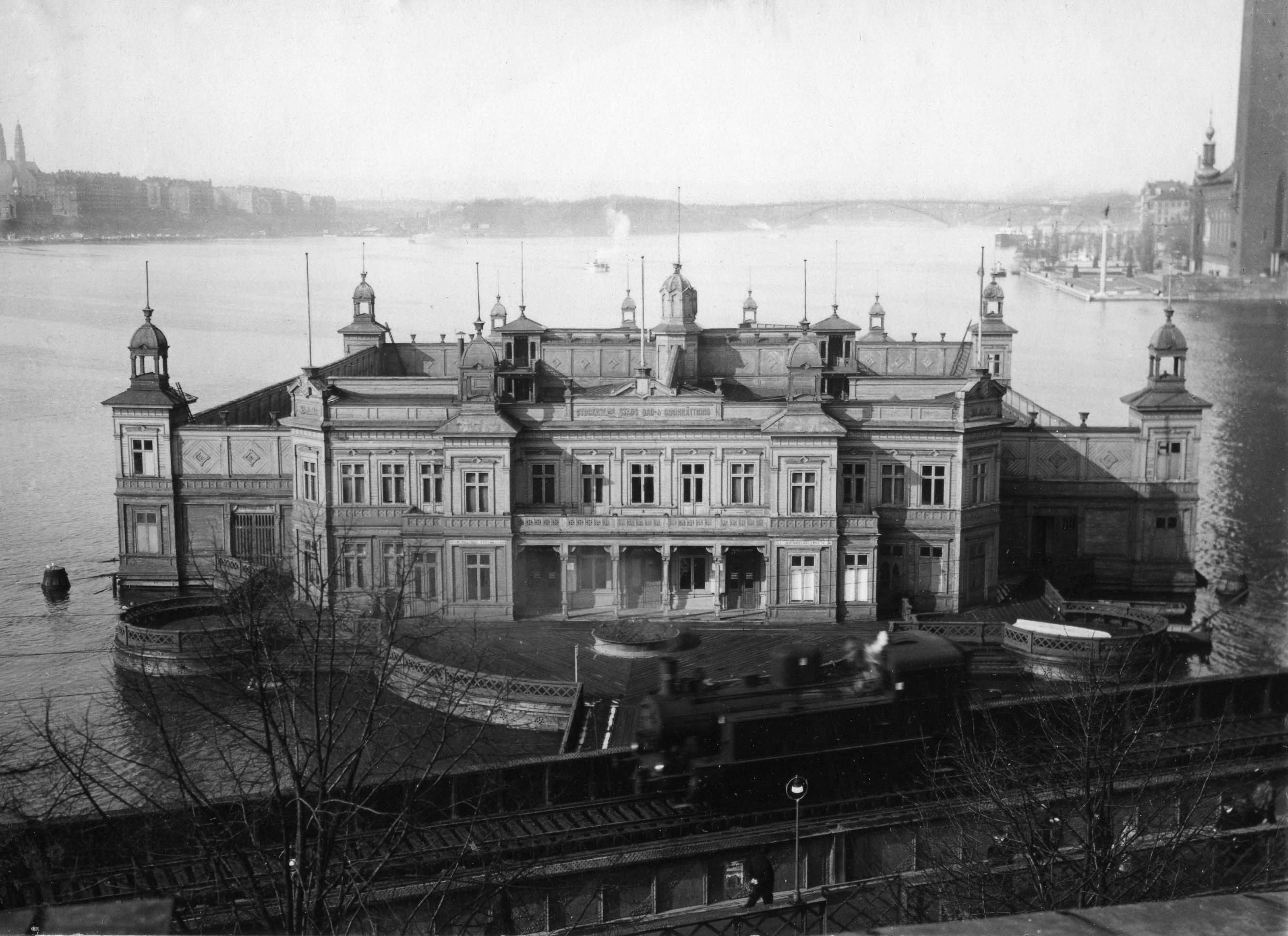
Fjärden med Strömbadet ca 1936
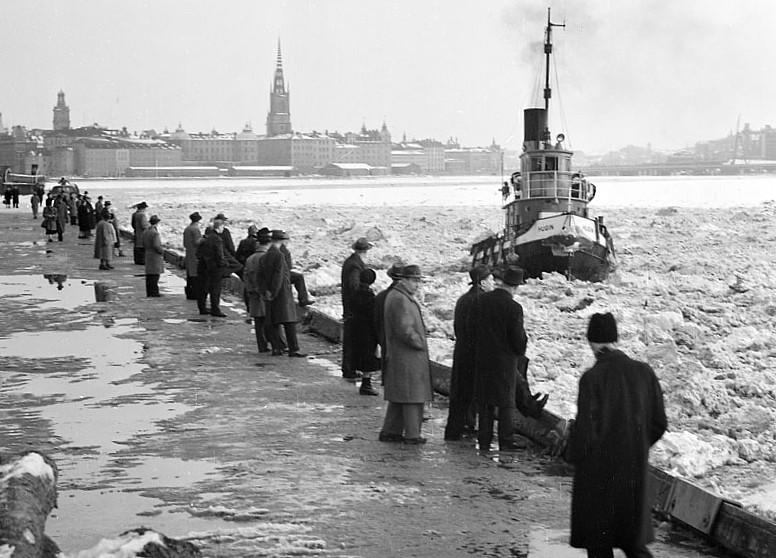
Bogserbåten Hugin vid Norr Mälarstrand 1959
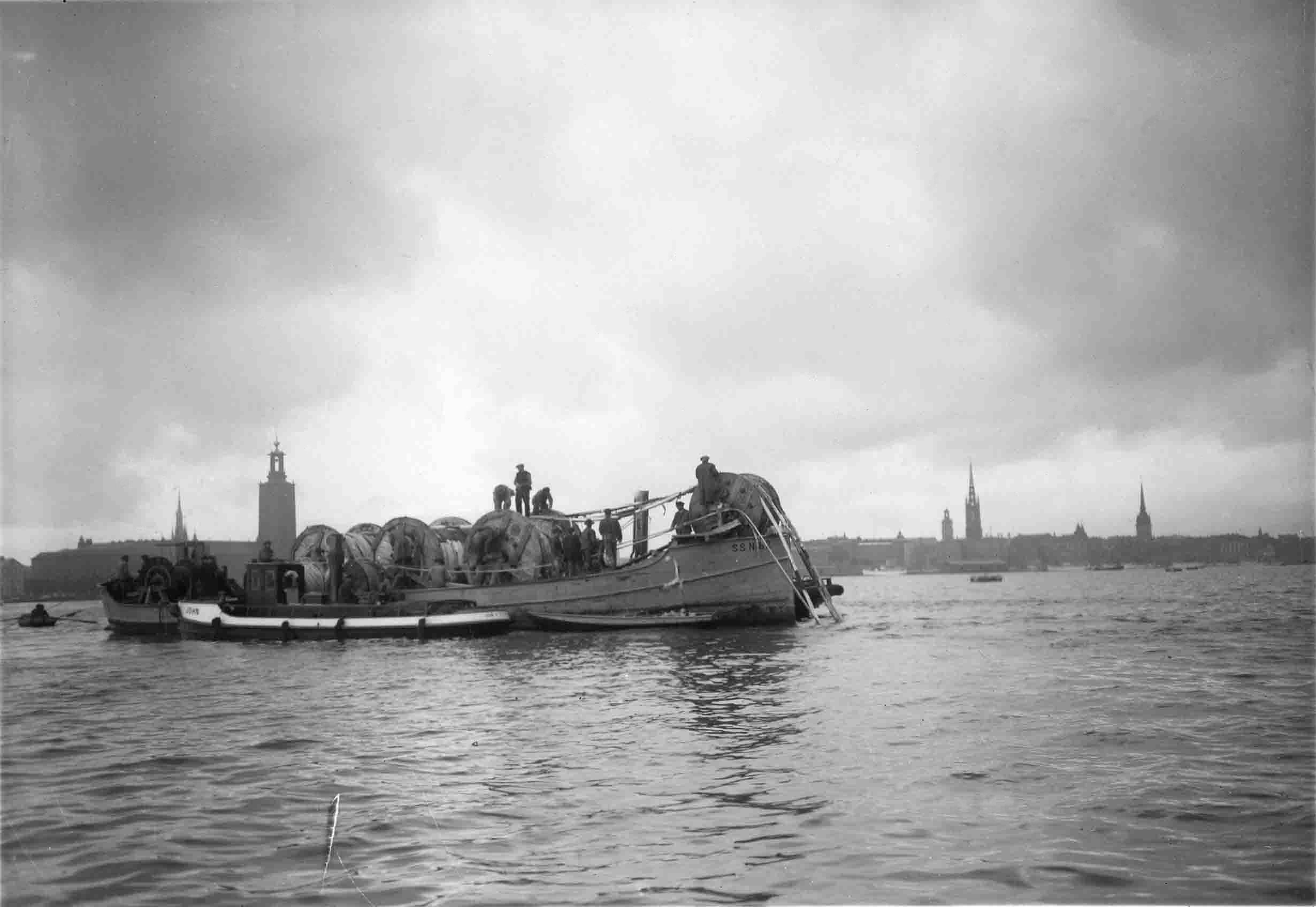
Läggning av undervattenskablar ca 1940

## Nutida bilder
Riddarfjärden genom årstiderna

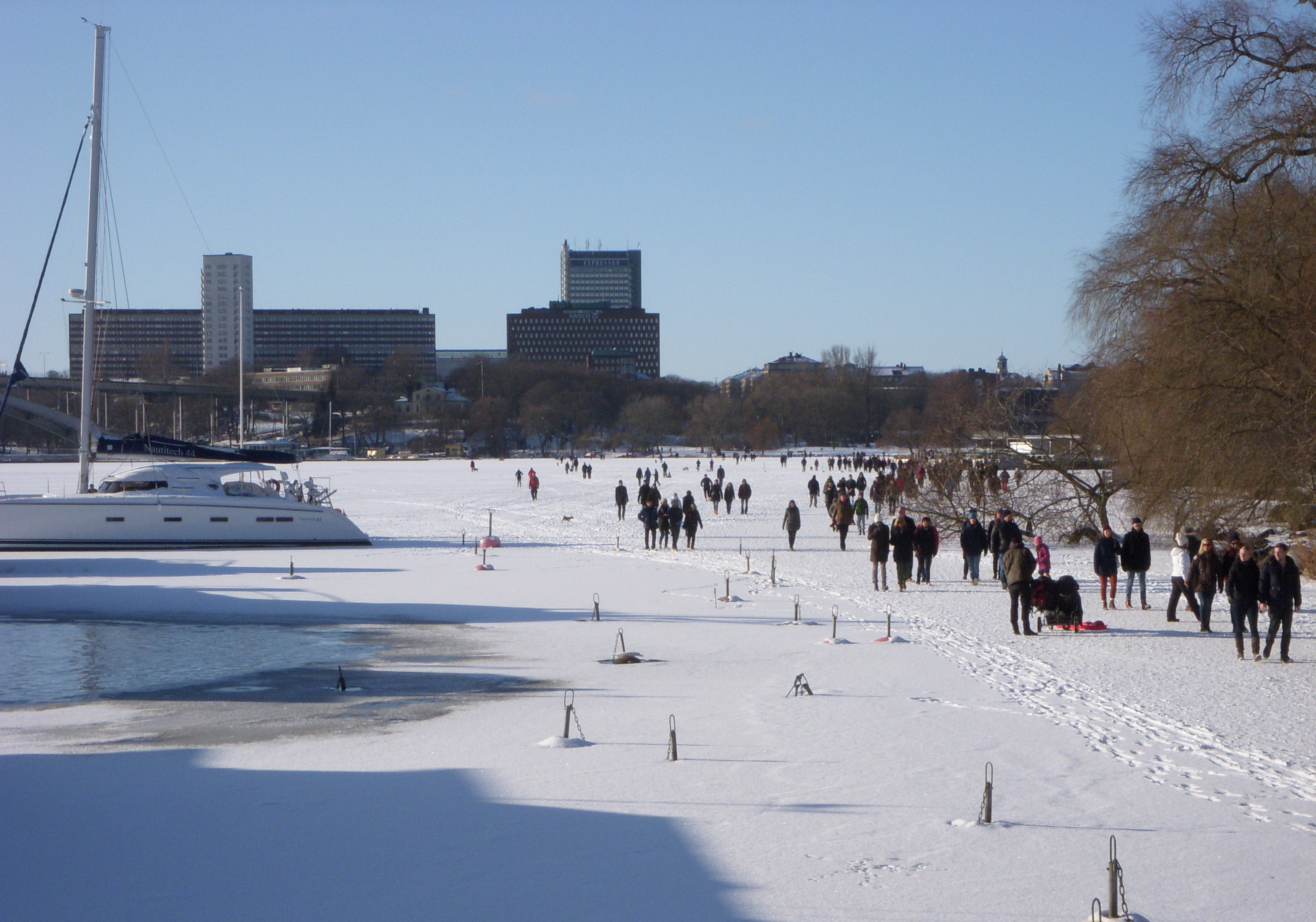
På vintern vid Norr Mälarstrand
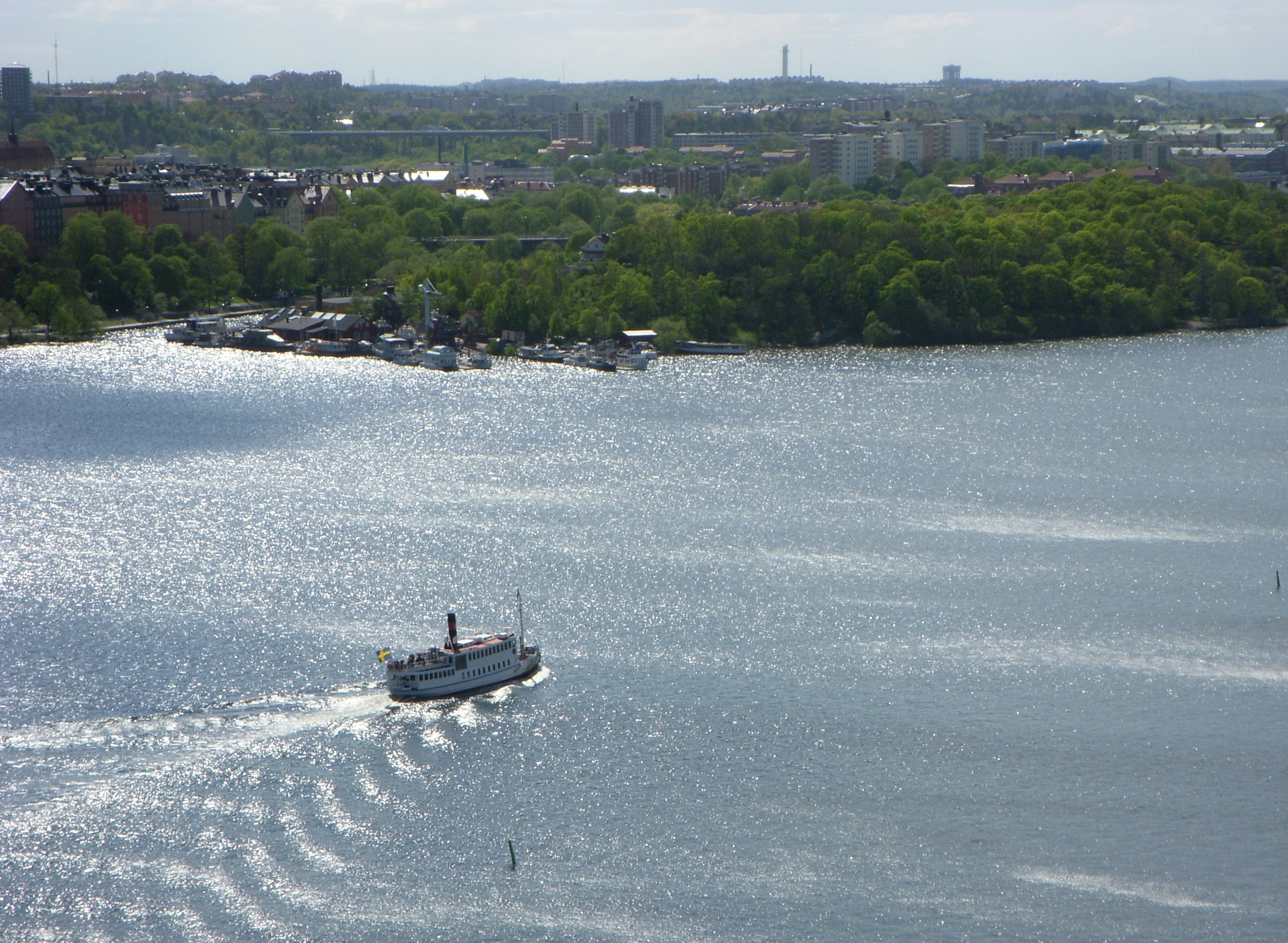
På våren mot sydväst mot Långholmen
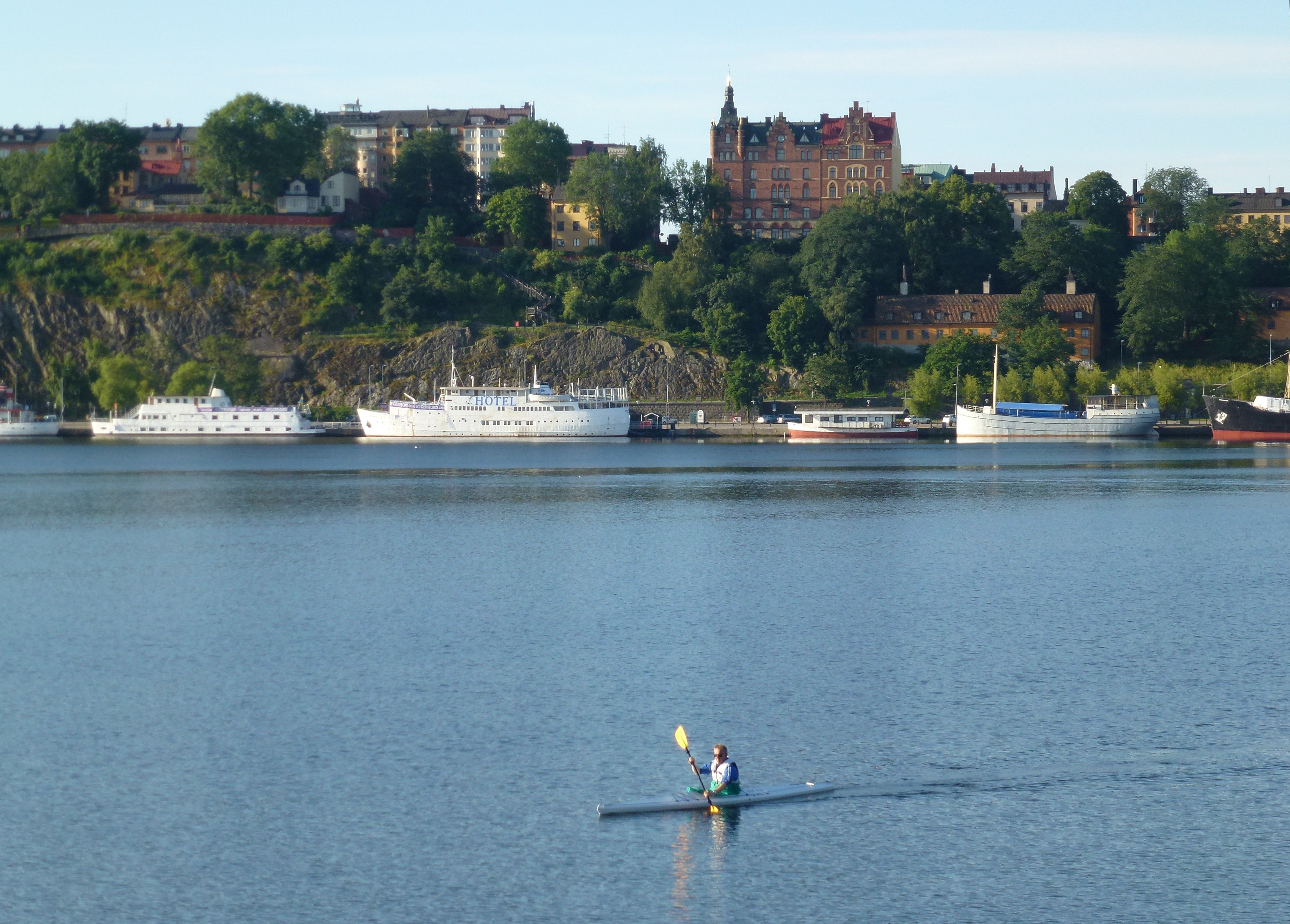
Tidig morgon på sommaren mot Södermalm
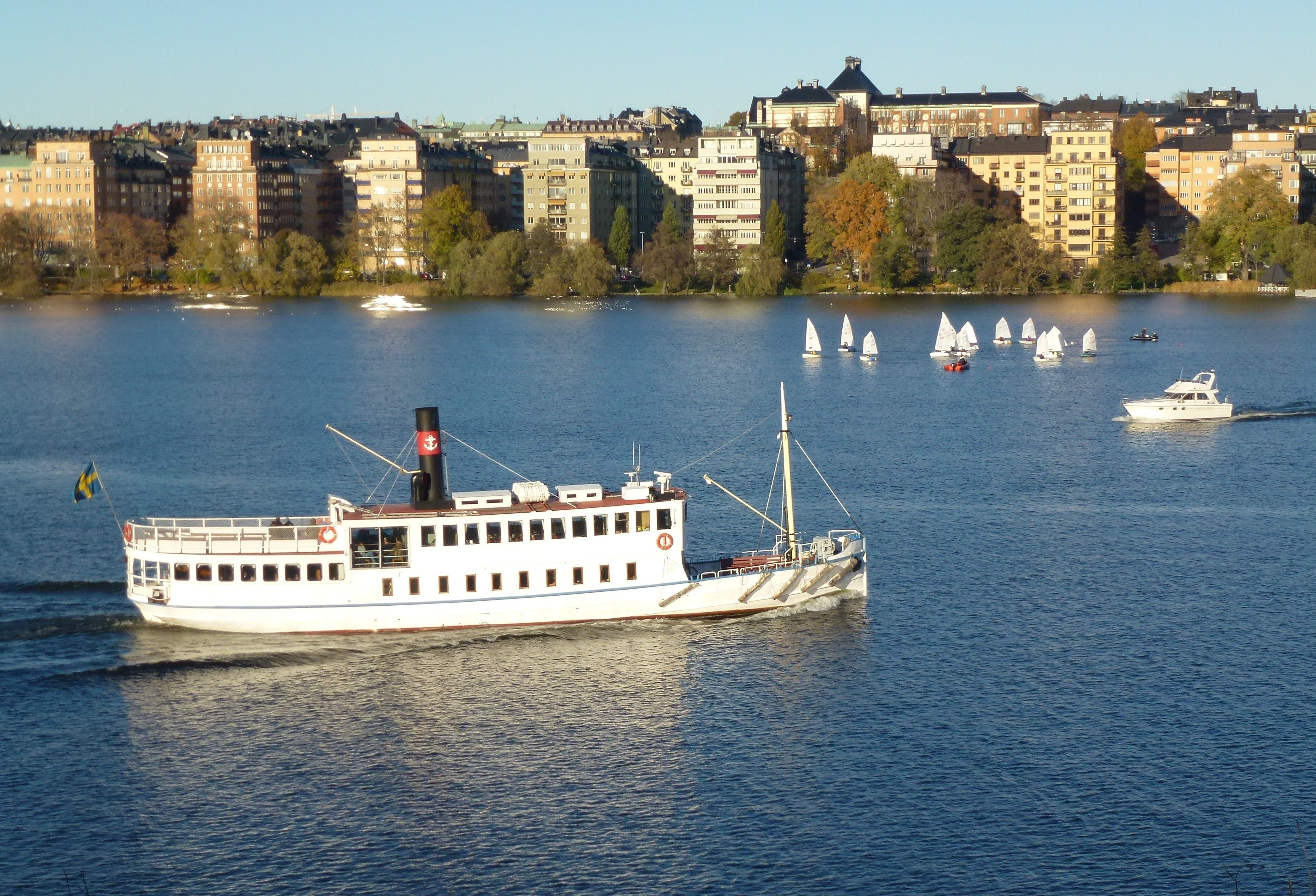
På hösten mot norr från Långholmen